# San Domenico (Altamura)
A San Domenico egy templom Altamura történelmi városközpontjában.

## Története
A város egyik legnagyobb és legszebb temploma. 1716-ban építették a Domonkos-rendi szerzetesek, a már meglévő, 16. században épült kolostoruk szomszédságában. A barokk stílusú, egyhajós templom belsője gazdagon díszített. Padlóját majolikalapok burkolják. Egyik fő látványossága a 37 méter, zöld majolikalapokkal fedett kupolája. Az oltár márványból készült és intarziás motívumokkal díszített. A szomszédos kolostort a 19. század közepén iskolává alakították át, ma a városi könyvtár és levéltár székhelye.